# Camptoptera psocivora
Camptoptera psocivora is een vliesvleugelig insect uit de familie Mymaridae. De wetenschappelijke naam is voor het eerst geldig gepubliceerd in 1972 door Mathot.